# Die Hamburger Sindbadauken
Die Hamburger Sindbadauken  ist eine Kinderoper, komponiert von Benjamin Gordon nach einem Libretto von Francis Hüsers. Hüsers nennt das Werk „Ein Kinderoperabenteuerspaß“. Der Titel bezieht sich auf den Namen, den die drei Kinderabenteurer sich selbst geben, eine Kombination aus „Sindbad“ und „Rabauken“. Sie wurde von der Hamburgischen Staatsoper in Auftrag gegeben und am 8. Februar 2015 unter der Leitung des Komponisten uraufgeführt.

## Handlung
Lotte, Kalle und Lilli fahren auf einem selbstgebastelten Floß die Elbe runter an Helgoland vorbei hinaus ins offene Meer auf der Suche nach Gold aus versunkenen Städten. Sie geraten in einen Sturm, das Floß geht kaputt, aber sie werden von Piraten gerettet. Die fordern Beute, und weil die drei nichts haben, wollen die Piraten sie zum Menschenfresser Cäsar Knochenschmalz bringen. Denn der mästet ihren Kapitän Igor Oberechoist, den er fressen will, und nun sollen die drei gegen den Kapitän getauscht werden.
Beim Menschenfresser angekommen, will der sich auf den von den Piraten vorgeschlagenen Handel nicht einlassen, weil Igor Oberechoist inzwischen dick und rund geworden ist und die drei Hamburger Kinder ihm nicht fett genug sind. Aber Lotte kann den Menschenfresser verliebt machen und bereitet ihm einen Tofubraten, den die Piraten an Bord haben. So lässt Cäsar Knochenschmalz von Igor ab, besteht aber darauf, Lotte zu heiraten (wegen des Bratens). Lotte will das nicht, wird aber von Kalle und Lilli überredet, sich zum Schein auf diese Art Verlobung erst einmal einzulassen.
Auf dem Weg nach Hamburg verfahren sich die Piraten und landen so auf der nach Schweißfüßen übel riechenden Insel der schönen Zauberin Kirke Wohlgeruch. Die streichelt alle mit ihrer Peitsche und verwandelt sie in Kühe, Schweine, Schafe und Hühner. Nur Kalle hat sie verpasst. Als der sieht, dass die anderen in Tiere verwandelt sind, überredet er Kirke, sich die Füße waschen zu lassen. Kirke lässt sich darauf ein und verwandelt dann auch nacheinander alle wieder zurück. Beim Menschenfresser Cäsar Knochenschmalz wendet sie zusätzlich einen besonderen Zauberspruch an, der ihn verliebt macht. Als er sich aus einer Kuh zurück in Cäsar verwandelt, ist er in Kirke verliebt und löst die Verlobung mit Lotte. Lotte schenkt Kirke das Rezept für den Tofubraten, Kirke und Cäsar erkennen ihre Liebe. Alle anderen besteigen das Schiff und fahren ab.
Dazwischen sind zwei Zwischenspiele gesetzt: Das erste zeigt, wie Kaiser Willi Zwo (Willhelm II, deutscher Kaiser), mit Bismarck beschließt, Helgoland von England „im Tausch“ gegen Sansibar für Deutschland zu kaufen. Das zweite zeigt den Untergang der reichen Stadt Rungholt in der Nordsee im Jahre 1362, wodurch die Sage vom Gold in der Nordsee hätte entstehen können.

## Orchesterbesetzung
- Flöte alt. Piccoloflöte & Sopranblockflöte
- Sopransaxofon alt. Sopranblockflöte
- Altsaxofon alt. Altblockflöte
- Tenorsaxofon alt. Tenorblockflöte
- Baritonsaxofon
- B Trompete
- 2 Schlagzeuger
- Violine div. à 3 alt. Mandolinen
- Violoncello div. à 3
- Kontrabass

## Werkgeschichte
Benjamin Gordon wurde als Cellist und Dirigent ausgebildet, begann aber mit dem Komponieren, wobei er sich insbesondere durch die eigenständigen Bearbeitungen von Kinderopern im Rahmen der Reihe opera piccola der Hamburgischen Staatsoper eine größere Bekanntheit erwarb. Unter dem Motto »Oper für Kinder, Oper von Kindern« wurde seit 2001 jährlich eine abendfüllende Oper aufgeführt, in der Kinder im Alter von 8–18 Jahren sowohl als Darsteller auf der Bühne als auch als Instrumentalisten im Orchester mitwirken. Für 2015, die letzte Spielzeit ihrer zehnjährigen Amtszeit als Generalmusikdirektorin, trat Simone Young an Gordon und Hüsers heran, um eine neue Kinderoper mit Bezug zu Hamburg zu kreieren.
Inspiriert von verschiedenen Legenden (Homers Odyssee, Sindbad der Seefahrer, Klaus Störtebeker) schrieb Hüsers eine Geschichte über drei Kinder, die ein eigenes Floß bauen und später in die Hände von Piraten fallen, wobei er seine eigenen Erfahrungen mit einer schiefgegangenen Floßfahrt als Ausgangspunkt nahm. Er verwebt historische Ereignisse (der Helgoland-Sansibar-Vertrag von 1890) mit der Stadt Rungholt, die 1362 bei der zweiten Marcellusflut zerstört wurde und mindestens 25.000 Menschen umgekommen sind. Über seine Oper schrieb Hüsers:

„Die Moral, die trotz aller Verspieltheit im Text spürbar sein sollte, liegt darin, dass jedes auch noch so fremd wirkende Wesen auf der Welt unseren liebevollen Umgang lohnt und der Mut, sich nicht einschüchtern zu lassen, sondern aufeinander zuzugehen, sich immer auszahlt.“

## Rezeption
„Musical war gestern - die Musik der "Hamburger Sindbadauken" ist für Feinschmecker, komplex, aber bunt. Immer wieder leuchten Pop, Klassik und Jazz auf. Benjamin Gordon hat ein Werk mit Ohrwürmern, aber auch mit manchem doppelten musikalischen Boden komponiert. Es zeigt sich, dass die Kinder viel unbefangener mit den immer wieder aufblitzenden zeitgenössischen Klängen umgehen können.“